# Renaissance Színház
A Renaissance Színház 1921–1926 között a budapesti Nagymező utca 22–24. sz. alatt működött.

## Története
A Télikert nevű szórakozóhely 1920-ban a bécsi Philipp és Pressburger filmvállalat budapesti képviseletéből alakult Radius Filmgyár és Filmforgalmi Rt. tulajdonában filmszínházzá alakult. 1921. április 15-től színházi előadásokat is tartottak itt. A vezérigazgató Barna Károly, az igazgató Harsányi Zsolt, a főrendező Góth Sándor volt. A társulathoz szerződött Berky Lili, Gózon Gyula, Mészáros Giza, Góthné Kertész Ella, 1922 tavaszától Csortos Gyula. 1923–1926 között Bárdos Artúr állt a színház élén, majd 1926 elején konzorciummá alakult a társulat. Bárdos kitűnő színészeket szerződtetett, Somlay Artúr, Törzs Jenő, Táray Ferenc, Simonyi Mária, Tőkés Anna, Somogyi Erzsi lépett színpadra. A színház izgalmas problematikájú, érdekes felfogású előadásaival, eredeti, modern színpadképeivel, amelyeket Márkus László (rendező) tervezett, nagy elismerést aratott. Ugyanő szép jelmezeket is tervezett a színészek számára. A színházban olyan klasszikusok, mint Henrik Ibsen, William Shakespeare, Fernand Crommelynck, August Strindberg művei mellett Szép Ernő, Móricz Zsigmond, Lengyel Menyhért és Bánffy Miklós új drámái is színre kerültek.

## Színészei
- Bacsányi Paula
- Bánhidy József
- Bánóczi Dezső
- Berczy Géza
- Berky Lili
- Forrai Rózsi
- Füzess Anna
- Gaál Franciska
- Harsányi Rezső
- Hegedűs Tibor (színművész)
- Ilosvay Rózsi
- Kabos Gyula
- Kédly Gyula
- Kerékgyártó Olga
- Kertész Ella
- Lázár Gida
- Makláry Zoltán
- Mészáros Giza
- Nagy Gyula (színművész, 1872–1951)
- Réthey Lajos
- Sármássy Miklós
- Simonyi Mária
- Sugár Károly
- Szalay Károly (színművész, 1874–1926)
- Tapolczai Gyula
- Tassy Mária
- Törzs Jenő
- Ürmössy Anikó
- Vágóné Berzsenyi Margit
- Várnai Jenő
- Vértess Lajos

## Az épület története
Az eredetileg bérház aljában a 20. század elején, Wabitsch Lujza építtetett mulatót, amely az épület sorsát meghatározta. Sorban váltották benne egymást az előadóművészeti intézmények, hol lokál, hol színház, hol pedig mozi kapott benne helyet, hiszen például 1921-ben a Renaissance Színházat Sándy Gyula, a korszak neves építésze tervezte át mozivá a Radius Filmipari Rt. számára.
1913-tól a következő szórakoztató intézmények váltották egymást itt:
- Jardin d' Hiver (magyarul: Télikert) mulató és varietészínház 1913–1920
- Renaissance Színház 1921–1926
- Radius Filmszínház 1926–1944
- Vígszínház 1945–1949
- Ifjúsági Színház 1949–1954

Petőfi Színház (az ifjúság színháza) 1954–1960
- Petőfi Színház (musicalszínház) 1960–1962 bérelte
- Nemzeti Színház 1964–1966 bérelte
- Fővárosi Operettszínház 1966–1971 bérelte
- Thália Színház 1971–1991
- Arizona Színház 1991–1993
- Művész Színház 1993–1995
- Thália Színház 1995-től

Továbbá klubhelyiségében:
- Dorsay Parfümgyár
- Terézvárosi Kaszinó
- Rátkai Klub
- Mikroszkóp Színpad 1967–2012
- Mikroszínpad 2012-től (a Thália Színház kamaraterme)